# 17e étape du Tour d'Italie 2013
La 17e étape du Tour d'Italie 2013 s'est déroule le 22 mai 2013. Elle part de Caravaggio et se termine à Vicence après 214 km. Elle est remportée par Giovanni Visconti, de l'équipe Movistar, qui a attaqué seul à une douzaine de kilomètres de l'arrivée. Vincenzo Nibali reste premier au classement général à l'issue de cette étape.
Mauro Santambrogio est disqualifié après un contrôle positif à l'EPO effectué au terme de la première étape. Il perd les résultats et classements de cette étape.

## Parcours de l'étape
Longue de 214 km, l'étape part de Caravaggio, en Lombardie, et arrive à Vicence, en Vénétie. Essentiellement plate, elle est considérée comme l'une des dernières occasions de s'imposer pour les sprinters. Une côte de quatrième catégorie est cependant placée à seize kilomètres de l'arrivée. La côte de Crosara présente une pente moyenne de 6,8 %, sur 5,3 km, certaines portions présentant une pente de 12 %,.

## Déroulement de la course
Durant les premiers kilomètres, une échappée se forme avec Luke Durbridge (Orica-GreenEDGE), Maxim Belkov (Katusha), Gert Dockx (Lotto-Belisol) et Miguel Ángel Rubiano (Androni Giocattoli-Venezuela). Leur avance est de cinq minutes au milieu de l'étape, puis diminue progressivement. L'équipe Omega Pharma-Quick Step se place à l'avant du peloton afin de les rattraper et favoriser un sprint massif à l'arrivée. Elle est aidée par d'autres équipes. Belkov, en difficulté à 30 km de l'arrivée, est le premier à être rejoint. Les trois autres coureurs ont environ une minute d'avance au pied de la côte de Crosara. Mark Cavendish, vainqueur de quatre étapes depuis le début de ce Giro, est distancé dans cette côte. À l'avant de la course, Rubiano lâche Dockx et Durbridge. L'équipe Vini Fantini-Selle Italia lance deux de ses coureurs, Alessandro Proni et Danilo Di Luca, à sa poursuite. Di Luca rejoint Rubiano à environ 20 km de l'arrivée. Giovanni Visconti (Movistar) s'échappe du peloton et rattrape rapidement Di Luca et Rubiano, qui comptent alors une trentaine de secondes d'avance. Il attaque à nouveau au sommet de la côte. Il creuse une avance de 35 secondes sur ses poursuivants, ce qui lui permet de gagner l'étape, sa deuxième en quatre jours et la troisième consécutive pour l'équipe Movistar. Le peloton arrive 19 secondes plus tard. Ramūnas Navardauskas (Garmin-Sharp), deuxième, passe la ligne d'arrivée en croyant gagner l'étape. Les prétendants au classement font partie de ce groupe.

## Résultats de l'étape

### Classement à l'arrivée
| Classement de l'étape | Classement de l'étape | Classement de l'étape | Classement de l'étape        | Classement de l'étape | Classement de l'étape |
|                       | Coureur               | Pays                  | Équipe                       |                       | Temps                 |
| --------------------- | --------------------- | --------------------- | ---------------------------- | --------------------- | --------------------- |
| Vainqueur             | Giovanni Visconti     | Italie                | Movistar                     | en                    | 5 h 15 min 34 s       |
| 2e                    | Ramūnas Navardauskas  | Lituanie              | Garmin-Sharp                 | +                     | 19 s                  |
| 3e                    | Luka Mezgec           | Slovénie              | Argos-Shimano                |                       | 19 s                  |
| 4e                    | Filippo Pozzato       | Italie                | Lampre-Merida                |                       | 19 s                  |
| 5e                    | Danilo Hondo          | Allemagne             | RadioShack-Leopard           |                       | 19 s                  |
| 6e                    | Salvatore Puccio      | Italie                | Sky                          |                       | 19 s                  |
| 7e                    | Sacha Modolo          | Italie                | Bardiani Valvole-CSF Inox    |                       | 19 s                  |
| 8e                    | Fabio Felline         | Italie                | Androni Giocattoli-Venezuela |                       | 19 s                  |
| 9e                    | Francisco Ventoso     | Espagne               | Movistar                     |                       | 19 s                  |
| 10e                   | Cadel Evans           | Australie             | BMC Racing                   |                       | 19 s                  |
| modifier              |                       |                       |                              |                       |                       |

### Points
| 1. Sprint intermédiaire de San Bonifacio (km 150,3) | 1. Sprint intermédiaire de San Bonifacio (km 150,3) | 1. Sprint intermédiaire de San Bonifacio (km 150,3) | 1. Sprint intermédiaire de San Bonifacio (km 150,3) | 1. Sprint intermédiaire de San Bonifacio (km 150,3) | 1. Sprint intermédiaire de San Bonifacio (km 150,3) |
|                                                     | Coureur                                             | Pays                                                | Équipe                                              |                                                     | Point(s)                                            |
| --------------------------------------------------- | --------------------------------------------------- | --------------------------------------------------- | --------------------------------------------------- | --------------------------------------------------- | --------------------------------------------------- |
| 1er                                                 | Maxim Belkov                                        | Russie                                              | Katusha                                             |                                                     | 8                                                   |
| 2e                                                  | Miguel Ángel Rubiano                                | Colombie                                            | Androni Giocattoli-Venezuela                        |                                                     | 6                                                   |
| 3e                                                  | Gert Dockx                                          | Belgique                                            | Lotto-Belisol                                       |                                                     | 4                                                   |
| 4e                                                  | Luke Durbridge                                      | Australie                                           | Orica-GreenEDGE                                     |                                                     | 3                                                   |
| 5e                                                  | Mark Cavendish                                      | Grande-Bretagne                                     | Omega Pharma-Quick Step                             |                                                     | 2                                                   |
| 6e                                                  | Matteo Trentin                                      | Italie                                              | Omega Pharma-Quick Step                             |                                                     | 1                                                   |
| modifier                                            |                                                     |                                                     |                                                     |                                                     |                                                     |

| 2. Sprint intermédiaire d'Orgiano (km 172) | 2. Sprint intermédiaire d'Orgiano (km 172) | 2. Sprint intermédiaire d'Orgiano (km 172) | 2. Sprint intermédiaire d'Orgiano (km 172) | 2. Sprint intermédiaire d'Orgiano (km 172) | 2. Sprint intermédiaire d'Orgiano (km 172) |
|                                            | Coureur                                    | Pays                                       | Équipe                                     |                                            | Point(s)                                   |
| ------------------------------------------ | ------------------------------------------ | ------------------------------------------ | ------------------------------------------ | ------------------------------------------ | ------------------------------------------ |
| 1er                                        | Maxim Belkov                               | Russie                                     | Katusha                                    |                                            | 8                                          |
| 2e                                         | Gert Dockx                                 | Belgique                                   | Lotto-Belisol                              |                                            | 6                                          |
| 3e                                         | Luke Durbridge                             | Australie                                  | Orica-GreenEDGE                            |                                            | 4                                          |
| 4e                                         | Miguel Ángel Rubiano                       | Colombie                                   | Androni Giocattoli-Venezuela               |                                            | 3                                          |
| 5e                                         | Mark Cavendish                             | Grande-Bretagne                            | Omega Pharma-Quick Step                    |                                            | 2                                          |
| 6e                                         | Michał Gołaś                               | Pologne                                    | Omega Pharma-Quick Step                    |                                            | 1                                          |
| modifier                                   |                                            |                                            |                                            |                                            |                                            |

| Classement de l'étape (km 214) | Classement de l'étape (km 214) | Classement de l'étape (km 214) | Classement de l'étape (km 214) | Classement de l'étape (km 214) | Classement de l'étape (km 214) |
|                                | Coureur                        | Pays                           | Équipe                         |                                | Point(s)                       |
| ------------------------------ | ------------------------------ | ------------------------------ | ------------------------------ | ------------------------------ | ------------------------------ |
| 1er                            | Giovanni Visconti              | Italie                         | Movistar                       |                                | 25                             |
| 2e                             | Ramūnas Navardauskas           | Lituanie                       | Garmin-Sharp                   |                                | 20                             |
| 3e                             | Luka Mezgec                    | Slovénie                       | Argos-Shimano                  |                                | 16                             |
| 4e                             | Filippo Pozzato                | Italie                         | Lampre-Merida                  |                                | 14                             |
| 5e                             | Danilo Hondo                   | Allemagne                      | RadioShack-Leopard             |                                | 12                             |
| 6e                             | Salvatore Puccio               | Italie                         | Sky                            |                                | 10                             |
| 7e                             | Sacha Modolo                   | Italie                         | Bardiani Valvole-CSF Inox      |                                | 9                              |
| 8e                             | Fabio Felline                  | Italie                         | Androni Giocattoli-Venezuela   |                                | 8                              |
| 9e                             | Francisco Ventoso              | Espagne                        | Movistar                       |                                | 7                              |
| 10e                            | Cadel Evans                    | Australie                      | BMC Racing                     |                                | 6                              |
| 11e                            | Mauro Santambrogio             | Italie                         | Vini Fantini-Selle Italia      |                                | 5                              |
| 12e                            | Rafał Majka                    | Pologne                        | Saxo-Tinkoff                   |                                | 4                              |
| 13e                            | Yury Trofimov                  | Russie                         | Katusha                        |                                | 3                              |
| 14e                            | Francis Mourey                 | France                         | FDJ                            |                                | 2                              |
| 15e                            | Manuele Boaro                  | Italie                         | Saxo-Tinkoff                   |                                | 1                              |
| modifier                       |                                |                                |                                |                                |                                |

### Ascension
| 1. Côte de Crosara, 4e catégorie (km 197,9) | 1. Côte de Crosara, 4e catégorie (km 197,9) | 1. Côte de Crosara, 4e catégorie (km 197,9) | 1. Côte de Crosara, 4e catégorie (km 197,9) | 1. Côte de Crosara, 4e catégorie (km 197,9) | 1. Côte de Crosara, 4e catégorie (km 197,9) |
|                                             | Coureur                                     | Pays                                        | Équipe                                      |                                             | Point(s)                                    |
| ------------------------------------------- | ------------------------------------------- | ------------------------------------------- | ------------------------------------------- | ------------------------------------------- | ------------------------------------------- |
| 1er                                         | Giovanni Visconti                           | Italie                                      | Movistar                                    |                                             | 3                                           |
| 2e                                          | Miguel Ángel Rubiano                        | Colombie                                    | Androni Giocattoli-Venezuela                |                                             | 2                                           |
| 3e                                          | Tanel Kangert                               | Estonie                                     | Astana                                      |                                             | 1                                           |
| modifier                                    |                                             |                                             |                                             |                                             |                                             |

## Classements à l'issue de l'étape

### Classement général
| Classement général | Classement général | Classement général | Classement général        | Classement général | Classement général |
|                    | Coureur            | Pays               | Équipe                    |                    | Temps              |
| ------------------ | ------------------ | ------------------ | ------------------------- | ------------------ | ------------------ |
| 1er                | Vincenzo Nibali    | Italie             | Astana                    | en                 | 73 h 11 min 29 s   |
| 2e                 | Cadel Evans        | Australie          | BMC Racing                | +                  | 1 min 26 s         |
| 3e                 | Rigoberto Urán     | Colombie           | Sky                       |                    | 2 min 46 s         |
| 4e                 | Michele Scarponi   | Italie             | Lampre-Merida             |                    | 3 min 53 s         |
| 5e                 | Przemysław Niemiec | Pologne            | Lampre-Merida             |                    | 4 min 13 s         |
| 6e                 | Mauro Santambrogio | Italie             | Vini Fantini-Selle Italia |                    | 4 min 57 s         |
| 7e                 | Carlos Betancur    | Colombie           | AG2R La Mondiale          |                    | 5 min 15 s         |
| 8e                 | Rafał Majka        | Pologne            | Saxo-Tinkoff              |                    | 5 min 20 s         |
| 9e                 | Beñat Intxausti    | Espagne            | Movistar                  |                    | 5 min 47 s         |
| 10e                | Robert Gesink      | Pays-Bas           | Blanco                    |                    | 7 min 24 s         |
| modifier           |                    |                    |                           |                    |                    |

### Classement par points
| Classement par points | Classement par points | Classement par points | Classement par points     | Classement par points | Classement par points |
|                       | Coureur               | Pays                  | Équipe                    |                       | Point(s)              |
| --------------------- | --------------------- | --------------------- | ------------------------- | --------------------- | --------------------- |
| 1er                   | Mark Cavendish        | Grande-Bretagne       | Omega Pharma-Quick Step   |                       | 113                   |
| 2e                    | Cadel Evans           | Australie             | BMC Racing                |                       | 109                   |
| 3e                    | Mauro Santambrogio    | Italie                | Vini Fantini-Selle Italia |                       | 89                    |
| modifier              |                       |                       |                           |                       |                       |

### Classement du meilleur grimpeur
| Classement du meilleur grimpeur | Classement du meilleur grimpeur | Classement du meilleur grimpeur | Classement du meilleur grimpeur | Classement du meilleur grimpeur | Classement du meilleur grimpeur |
|                                 | Coureur                         | Pays                            | Équipe                          |                                 | Point(s)                        |
| ------------------------------- | ------------------------------- | ------------------------------- | ------------------------------- | ------------------------------- | ------------------------------- |
| 1er                             | Stefano Pirazzi                 | Italie                          | Bardiani Valvole-CSF Inox       |                                 | 79                              |
| 2e                              | Giovanni Visconti               | Italie                          | Movistar                        |                                 | 45                              |
| 3e                              | Jackson Rodríguez               | Venezuela                       | Androni Giocattoli-Venezuela    |                                 | 41                              |
| modifier                        |                                 |                                 |                                 |                                 |                                 |

### Classement du meilleur jeune
| Classement du meilleur jeune | Classement du meilleur jeune | Classement du meilleur jeune | Classement du meilleur jeune | Classement du meilleur jeune | Classement du meilleur jeune |
|                              | Coureur                      | Pays                         | Équipe                       |                              | Temps                        |
| ---------------------------- | ---------------------------- | ---------------------------- | ---------------------------- | ---------------------------- | ---------------------------- |
| 1er                          | Carlos Betancur              | Colombie                     | AG2R La Mondiale             | en                           | 73 h 16 min 44 s             |
| 2e                           | Rafał Majka                  | Pologne                      | Saxo-Tinkoff                 | +                            | 5 s                          |
| 3e                           | Wilco Kelderman              | Pays-Bas                     | Blanco                       |                              | 9 min 49 s                   |
| modifier                     |                              |                              |                              |                              |                              |

### Classements par équipes

#### Classement au temps
| Classement par équipes au temps | Classement par équipes au temps | Classement par équipes au temps | Classement par équipes au temps | Classement par équipes au temps |
|                                 | Équipes                         | Pays                            |                                 | Temps                           |
| ------------------------------- | ------------------------------- | ------------------------------- | ------------------------------- | ------------------------------- |
| 1re                             | Sky                             | Royaume-Uni                     | en                              | 219 h 16 min 11 s               |
| 2e                              | Astana                          | Kazakhstan                      | +                               | 4 min 27 s                      |
| 3e                              | Blanco                          | Pays-Bas                        |                                 | 4 min 58 s                      |
| modifier                        |                                 |                                 |                                 |                                 |

#### Classement aux points
| Classement par équipes aux points | Classement par équipes aux points | Classement par équipes aux points | Classement par équipes aux points | Classement par équipes aux points |
|                                   | Équipes                           | Pays                              |                                   | Point(s)                          |
| --------------------------------- | --------------------------------- | --------------------------------- | --------------------------------- | --------------------------------- |
| 1re                               | Movistar                          | Espagne                           |                                   | 250                               |
| 2e                                | Sky                               | Royaume-Uni                       |                                   | 231                               |
| 3e                                | BMC Racing                        | États-Unis                        |                                   | 225                               |
| modifier                          |                                   |                                   |                                   |                                   |

## Abandon
- Hayden Roulston (RadioShack-Leopard) : non-partant